# Biagota
Biagota (901 circa – ...) è stata una nobildonna boema probabilmente moglie del duca Boleslao I di Boemia.

## Biografia
Michal Lutovský scrive nel suo libro Bratrovrah una tvůrce státu che solo poche monete confermano l'esistenza di Biagota.
Queste monete sono considerate il tipo più antico di denar dei Přemyslid. Su di essi vi è l'iscrizione BIAGOTACOIIIIX o BIAGOTACOVIIX, ovvero BIAGOTA CONIVNX (moglie Biagota). Forse queste monete sono state fatte in occasione del matrimonio, ma non ci sono prove a sostegno di tale ipotesi.
Non è nemmeno sicuro che Biagota sia la madre di tutti i quattro figli di Boleslao I (Dobrawa, Boleslao II di Boemia, Strachkvas e Mlada di Boemia). Le sue origini non sono chiare: forse proveniva da uno degli stati tedeschi del Sacro Romano Impero o da un paese slavo (Blahota o Bjegota è un antico nome bulgaro). Entrambe le ipotesi potrebbero essere giuste, corrispondenti alle pratiche dei sovrani europei dell'epoca.